# Påtalåten
"Påtalåten" är en sång av Ola Magnell, inspelad på singel 1972 och utgiven 1973 hos skivbolaget Telefunken. Den fick inte vara med på Magnells studioalbum Påtalåtar eftersom den gavs ut på skivbolaget Metronome. Påtalåten är därför på detta album ersatt av en instrumentalversion.
Singeln är en av titlarna i boken Tusen svenska klassiker (2009).

## Låtlista
1. "Påtalåten" – 3:25
2. "Försommarland" – 3:40

## Medverkande musiker
- Jan Bandel – trummor
- Björn J:son Lindh – klaviatur
- Ola Magnell – sång, gitarr
- Mike Watson – bas
- Rolf Wikström – gitarr

## Coverversioner
- Gösta Linderholm på In kommer Gösta (1973)
- Åge Aleksandersen på Mot i brystet, mord i blikket, bomben und granaten (1976), Syngenautet og virkeligheta
- Magnus Uggla på Allting som ni gör kan jag göra bättre (1987)[4]
- Stefan Sundström på Påtalåtar – en hyllning till Ola Magnell (2005)

## Liveinspelningar
- Ett steg till (1975), Ola Magnell tillsammans med Rainrock, Janne Lucas Persson och Pugh Rogefeldt.